# Hema Malini

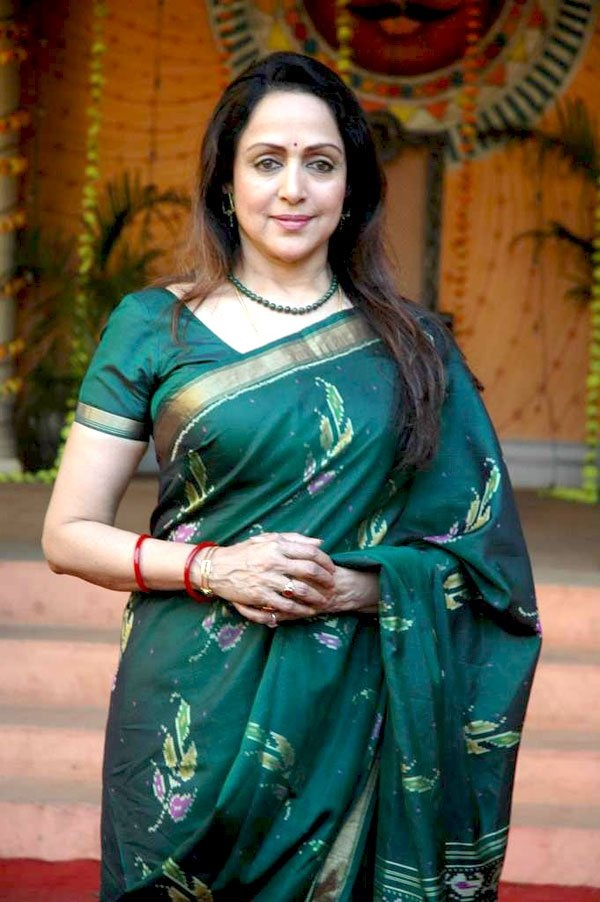
Hema Malini

Hema Malini (Hindi हेमा मालिनी Hemā Mālinī; * 16. Oktober 1948 im Dorf Ammankudi, Tamil Nadu) ist eine indische Filmschauspielerin. Sie war nach Vyjayantimala der zweite weibliche Filmstar aus Südindien im Hindi-Film.

## Leben
Malini wurde in Bharatanatyam, einer klassischen Tanzform Südindiens, ausgebildet. Einen ersten kleinen Filmauftritt hatte Hema Malini in einem Telugu-Film 1961. In Bollywood begann ihre Karriere 1968 und 1970 wurde sie mit Johny Mera Naam von Vijay Anand zum Topstar. Schauspielern im Karriereknick, wie Rajesh Khanna und Dev Anand, verhalf sie mit ihrer Popularität durch gemeinsame Filmauftritte wieder zu kommerziellem Erfolg. 1972 erhielt sie für ihre Hauptrolle in Ramesh Sippys Seeta Aur Geeta den Filmfare Award als beste Hauptdarstellerin. Zu ihren erfolgreichsten Filmen gehört Sholay (1975) mit Dharmendra, der später ihr Ehemann wurde, und Amitabh Bachchan. Gegen Ende der 1970er Jahre hatte sie anspruchsvollere Rollen in einigen Filmen des Regisseurs Sampooran Singh Gulzar, so in Meera (1979) neben Shammi Kapoor und Vinod Khanna. 2004 spielte sie in Veer und Zaara – Die Legende einer Liebe. Daneben war sie auch als Produzentin einiger Filme aktiv. Bei der Fernsehserie Noopur führte sie ebenso wie bei den Filmen Dil Ashma Hai und Mohini Regie.
Hema Malini spielte in mehr als 100 Filmen. Sie wurde 2000 mit dem Padma Shri ausgezeichnet und erhielt 2000 den Filmfare Award/Lebenswerk. Sie hat zwei Töchter, unter anderem Esha Deol. Ihre Stiefsöhne Sunny und Bobby Deol sind ebenfalls Schauspieler. Sie war von 2003 bis 2009 nominiertes und von 2011 bis 2012 gewähltes Mitglied der Rajya Sabha. Seit der Parlamentswahl 2014 ist sie Mitglied der Lok Sabha für die BJP.

## Filmographie
- 1965: Pandava Vanavasam
- 1968: Sapno Ka Saudagar
- 1969: Waris
- 1969: Jahan Pyar Mile
- 1970: Tum Haseen Main Jawaan
- 1970: Sharafat
- 1970: Abhinetri
- 1970: Aansoo Aur Muskan
- 1970: Johny Mera Naam
- 1971: Sri Krishna Vijayam
- 1971: Paraya Dhan
- 1971: Naya Zamana
- 1971: Lal Patthar
- 1971: Andaz
- 1971: Tere Mere Sapne
- 1972: Seeta Aur Geeta
- 1972: Raja Jani
- 1972: Gora Aur Kala
- 1972: Garam Masala
- 1972: Bhai Ho To Aisa
- 1972: Babul Ki Galiyaan
- 1973: Shareef Budmaash
- 1973: Prem Parvat
- 1973: Chhupa Rustam
- 1973: Gehri Chaal
- 1973: Jugnu
- 1973: Joshila
- 1974: Dulhan
- 1974: Amir Garib
- 1974: Dost
- 1974: Prem Nagar
- 1974: Kasauti
- 1974: Patthar Aur Payal
- 1974: Haath Ki Safai
- 1975: Sunehra Sansar
- 1975: Sanyasi
- 1975: Kahte Hain Mujhko Raja
- 1975: Do Thug
- 1975: Dharmatma
- 1975: Khushboo
- 1975: Pratigya
- 1975: Sholay
- 1976: Sharafat Chod Di Maine
- 1976: Naach Uthe Sansaar
- 1976: Maa
- 1976: Charas
- 1976: Aap Beati
- 1976: Dus Numbri
- 1976: Mehbooba
- 1976: Jaaneman
- 1977: Shirdi Ke Sai Baba
- 1977: Kinara
- 1977: Khel Khilari Ka
- 1977: Dream Girl
- 1977: Dhoop Chhaon
- 1977: Chacha Bhatija
- 1977: Palkon Ki Chhaon Mein
- 1978: Dillagi
- 1978: Azaad
- 1978: Apna Khoon
- 1978: Trishul
- 1979: Ratnadeep
- 1979: Janta Hawaldar
- 1979: Dil Kaa Heera
- 1979: Meera
- 1979: Hum Tere Aashiq Hain
- 1980: Ali Baba und die 40 Räuber (Alibaba Aur Chalis Chor)
- 1980: The Burning Train
- 1980: Bandish
- 1980: Do Aur Do Paanch
- 1981: Maan Gaye Ustad
- 1981: Jyothi
- 1981: Dard
- 1981: Aas Paas
- 1981: Krodhi (Gastauftritt)
- 1981: Kranti
- 1981: Naseeb
- 1981: Kudrat
- 1981: Meri Aawaz Suno
- 1982: Samraat
- 1982: Farz Aur Kanoon
- 1982: Do Dishayen
- 1982: Bhagawat
- 1982: Satte Pe Satta
- 1982: Suraag
- 1982: Rajput
- 1982: Desh Premee
- 1982: Meharbaani
- 1983: Taqdeer
- 1983: Razia Sultan
- 1983: Andha Kanoon
- 1983: Nastik
- 1983: Justice Chaudhury
- 1984: Sharara
- 1984: Ram Tera Desh
- 1984: Raaj Tilak
- 1984: Qaidi
- 1984: Ek Naya Itihas
- 1984: Ek Nai Paheli
- 1985: Phaansi Ke Baad
- 1985: Durga
- 1985: Aandhi-Toofan
- 1985: Ramkali
- 1985: Yudh (Gastauftritt)
- 1985: Hum Dono
- 1985: Babu
- 1986: Ek Chadar Maili Si
- 1987: Sitapur Ki Geeta
- 1987: Hirasat
- 1987: Apne Apne
- 1987: Anjaam
- 1987: Jaan Hatheli Pe
- 1987: Kudrat Ka Kanoon
- 1987: Advocate Bharti Mathur
- 1988: Vijay
- 1988: Mulzim
- 1988: Mohabbat Ke Dushman
- 1988: Rihaee
- 1989: Galiyon Ka Badshah
- 1989: Deshwasi
- 1989: Sachché Ká Bol-Bálá
- 1989: Santosh
- 1989: Desh Ke Dushman
- 1989: Paap Ka Ant
- 1990: Lekin... (Gastauftritt)
- 1991: Jamai Raja
- 1991: Hai Meri Jaan
- 1994: Vivekananda
- 1995: Param Vir Chakra
- 1996: Aatank
- 1996: Maahir
- 1997: Himalay Putra
- 1998: Swami Vivekananda
- 2000: Hey Ram – Augenblicke der Zärtlichkeit
- 2001: Censor
- 2003: Aman Ke Farishtey
- 2003: Baghban
- 2004: Veer und Zaara – Die Legende einer Liebe (Gastauftritt)
- 2005: Bhagmati (Gastauftritt)
- 2006: Ganga (Gastauftritt)
- 2006: Baabul
- 2007: Laaga Chunari Mein Daag – Der Weg einer Frau (Gastauftritt)
- 2010: Gangotri
- 2010: Sadiyaan
- 2011: Solange ich da bin (Bbuddah... Hoga Terra Baap)
- 2011: AAkarshan (Gastauftritt)